# Клочко Володимир Юрійович
Володи́мир Ю́рійович Клочко́ (Кошко) (нар. 1889, Самохваловська волость, тепер Мінської області, Республіка Білорусь — розстріляний 1918, місто Катеринослав) — український радянський партійний діяч, секретар підпільного Донецько-Криворізького обкому КП(б)У. Кандидат в члени ЦК КП(б)У в жовтні — грудні 1918 р.

## Біографія
Народився у селянській родині. У 1905 році батьки переїхали в північне передмістя Катеринослава на селище Султанівку, північні робітничі виселки Мануйлівки у Катеринославському Задніпров'ї, північніше залізничної станції Нижньодніпровськ. Батько, Юрій Клочко, працював робітником Катерининської залізниці у Катеринославі.
У революційному русі з 1905 року. Член РСДРП(б) з 1913 року. Партійний псевдонім — Кошко. Вів підпільну революційну роботу на залізниці. У 1916 році — керівник партійної організації залізничних майстерень Катеринослава.
Після Лютневої революції 1917 року — один із керівників Нижньодніпровської організації більшовиків, член Катеринославської Ради робітничих і солдатських депутатів, член виконавчого комітету профспілки Катерининської залізниці, член страйкового комітету залізниці. З грудня 1917 — один з організаторів військово-революційних штабів та Червоної гвардії на Катерининській залізниці, голова Економічної ради Амур-Нижньодніпровська.
З липня 1918 року — член Катеринославського підпільного комітету КП(б)У.
З жовтня 1918 року — секретар підпільного Донецько-Криворізького обласного комітету КП(б)У.
У грудні 1918 року розстріляний військами Української Народної Республіки.
Більшовики перейменовали Султанівку на честь Клочко. Згодом на північ від Султанівки та вулиці Калинова з 1950-их років забудували район Нове Клочко. Султанівка стала прозиватися Старим Клочком.